# 海南鼯鼠
海南鼯鼠（学名：Petaurista hainana）也称巨鼯鼠、飞狸，一种分布于中国海南岛的啮齿动物，隶属于松鼠科鼯鼠族（中国大陆学术界一般视为鼯鼠科）鼯鼠属。

## 分类地位
本种曾被视为棕鼯鼠（Petaurista petaurista）的一个亚种，也有学者将其归入霜背大鼯鼠（Petaurista philippensis）。中国学者根据体形大小、毛色及颅骨特征等，认为应保留其独立物种地位。

## 形态特征
海南鼯鼠体长37～45厘米，尾比体长。头部为黑色或暗褐色，身体背部呈橙褐黑色，腹部灰白色。前臂和皮翼大部分为黑褐色或栗色。

## 保护
本种于2023年被收录入《有重要生态、科学、社会价值的陆生野生动物名录》。